# U.S. Livorno 1915

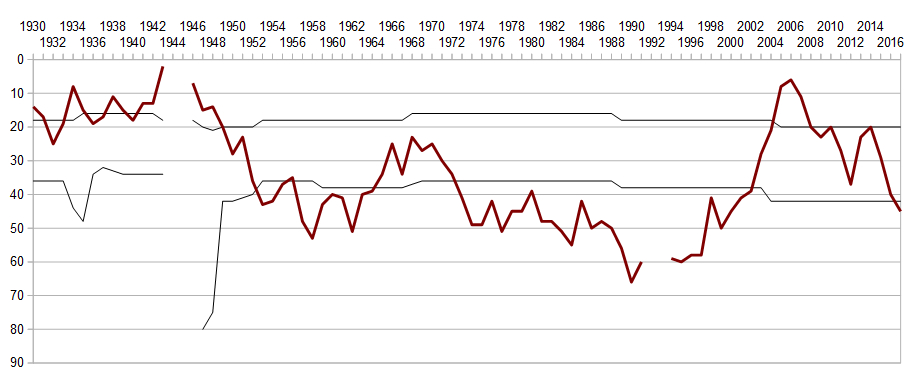
Quá trình thi đấu của Livorno trong cấu trúc giải đấu bóng đá Ý kể từ mùa giải đầu tiên của một Serie A thống nhất (1929/30). Biểu đồ chỉ mô tả bốn tầng trên, do đó, trống vào đầu những năm 1990.

Unione Sportiva Livorno 1915 , (trước đây được gọi là A.S. Livorno Calcio, ngày nay thường được gọi là Livorno), là một câu lạc bộ bóng đá Ý có trụ sở tại Livorno, Tuscany. Câu lạc bộ được thành lập vào năm 1915, đến năm 1991 thì giải thể và thành lập lại lần 2, đến năm 2021 họ lại giải thể đội bóng do khó khăn về tài chính và tái thành lập với cái tên U.S. Livorno. Hiện đội bóng đang chơi ở Serie D.
Màu sắc của đội là màu đỏ sẫm hoặc màu hạt dẻ (rau dền trong tiếng Ý, từ đó biệt danh của đội bắt nguồn).
Vị trí tốt nhất tại Serie A của Ý là vị trí thứ hai trong mùa giải 1942-43, trong thời gian đó, rau dền đã chiến đấu cho cuộc cạnh tranh trực tiếp với Torino.
Livorno Calcio chơi trận đấu trên sân nhà của họ tại sân vận động 19.238 chỗ ngồi Stadio Armando Picchi.

## Lịch sử

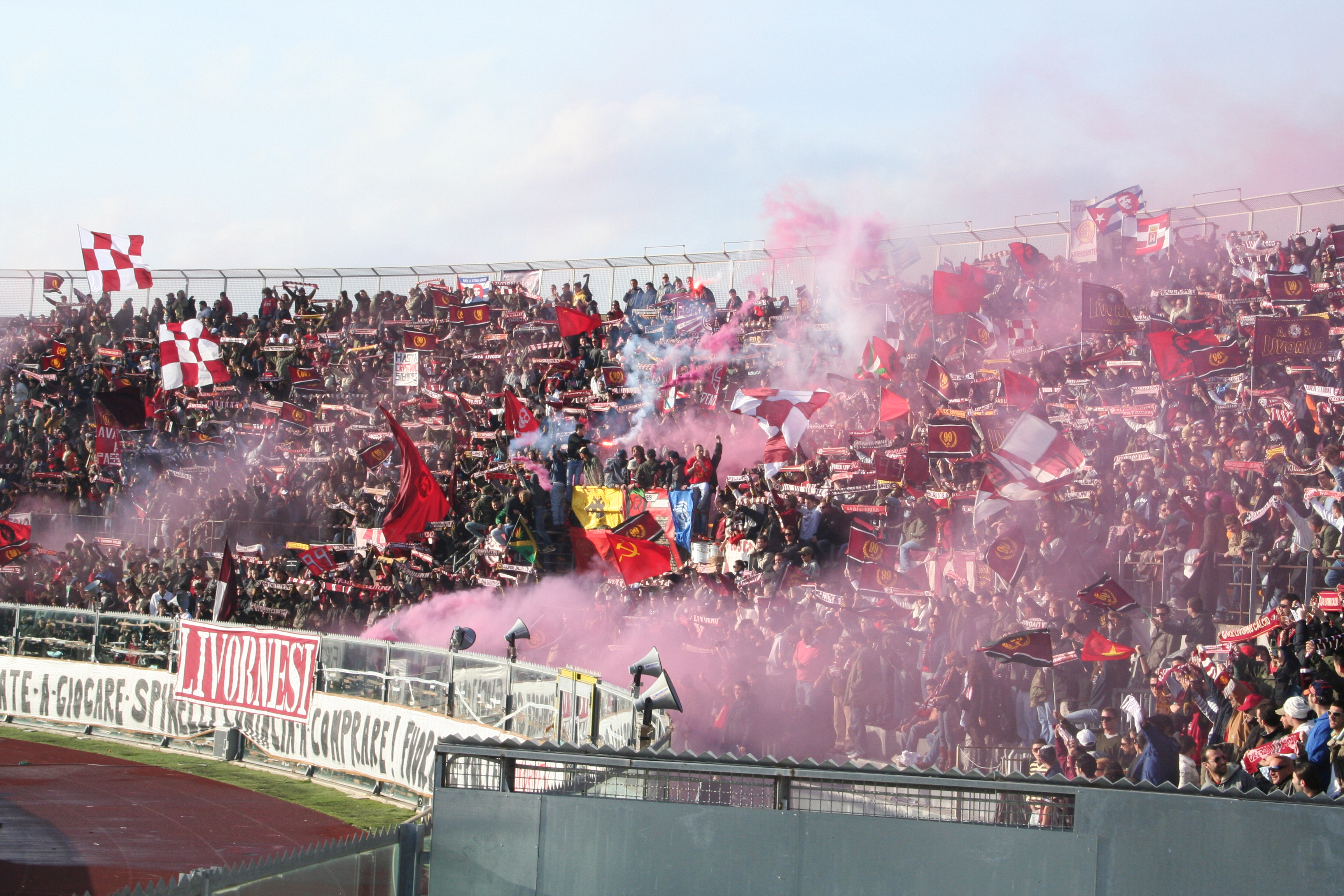
Những người ủng hộ Livorno năm 2007.

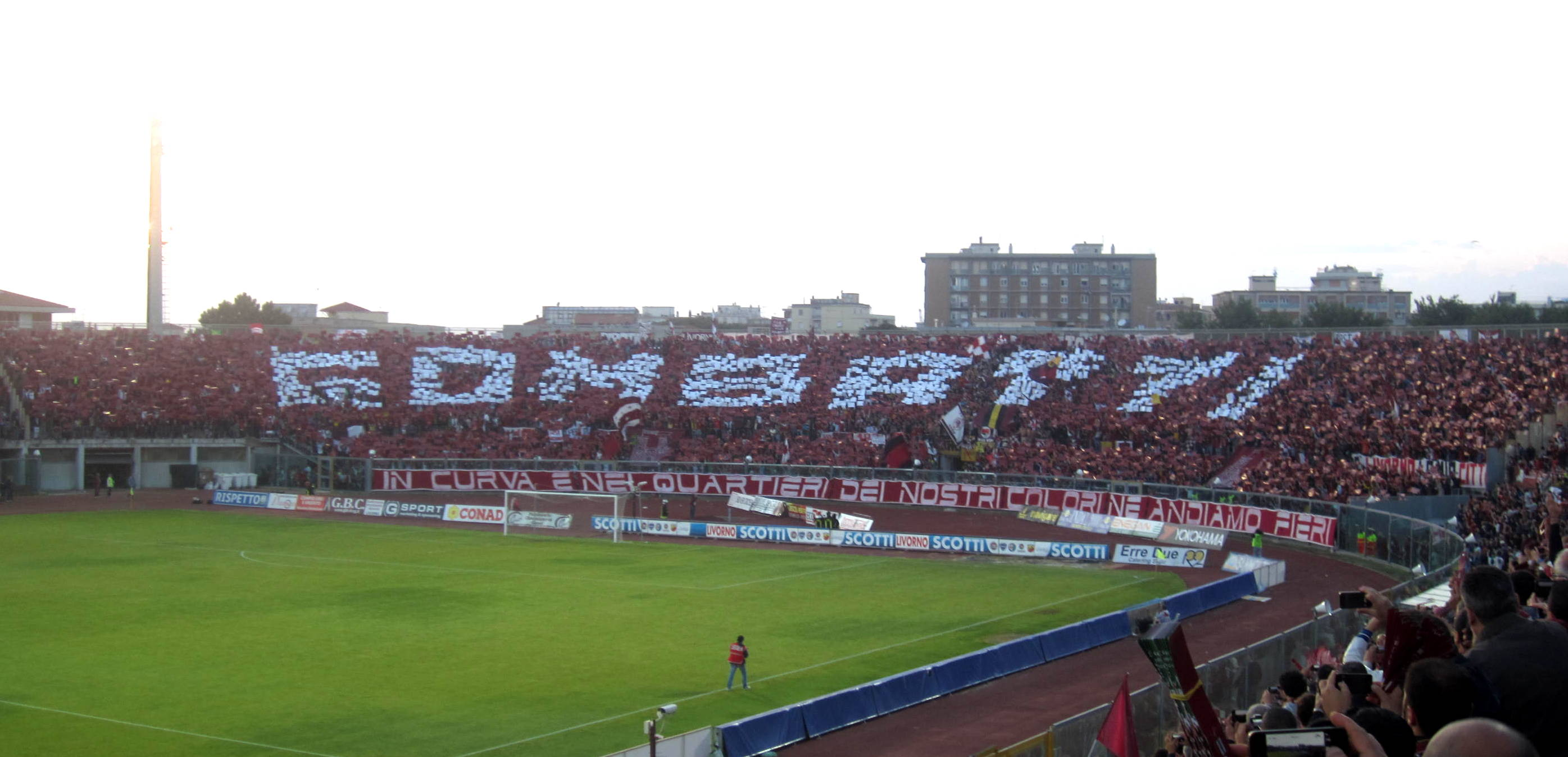
Những người ủng hộ Livorno năm 2013.

Được thành lập vào ngày 15 tháng 2 năm 1915 với tên US Livorno, câu lạc bộ đã kết thúc Giải vô địch bóng đá Ý 1919-20 ở vị trí thứ hai, thua trận chung kết trước Internazionale. Một năm sau, họ bị đánh bại trong trận bán kết bởi đối thủ truyền kiếp Pisa. Năm 1933, câu lạc bộ chuyển đến sân vận động hiện tại, ban đầu được đặt theo tên của Edda Ciano Mussolini, con gái của nhà độc tài phát xít Benito Mussolini. Livorno là một trong những đội bóng Serie A gốc. Họ chơi ở cấp cao nhất trong các giai đoạn 1929-31, 1933-35 và 1937-39. Kế tiếp, Livorno kết thúc với vị trí á quân Serie A ở mùa giải 1942-43. Livorno rời Serie A năm 1949 sau bảy mùa liên tiếp. Họ xuống hạng Serie C ngay sau đó (mùa 1951-1952), trở lại Serie B vào năm 1955 cho một mùa duy nhất và một lần nữa từ 1964 đến 1972. Họ xuống hạng Serie C2 vào năm 1982-83 và chơi lại ở cấp độ thứ ba từ năm 1984 đến 1989. Câu lạc bộ sau đó đã bị giải thể vào năm 1991, bị buộc phải bắt đầu từ Eccellenza; Hai lần thăng hạng liên tiếp đã dẫn dắt đội trở lại Serie C2. Câu lạc bộ được thăng hạng Serie C1 vào năm 1997 và được Aldo Spinelli mua lại hai năm sau đó. Theo tài sản mới, Livorno trở lại Serie B vào năm 2001.
Livorno được thăng hạng lên Serie A sau khi kết thúc vị trí hạng ba tại Serie B 2003-04, một trong sáu câu lạc bộ được thăng hạng mùa giải đó. Đã 55 năm kể từ mùa giải trước của Livorno tại giải đấu cao nhất, và kết quả của việc này, hầu hết đều dự đoán là sự trở lại ngay lập tức của Serie B cho câu lạc bộ. Trận đấu đầu tiên trong giải đấu lớn có sự tham dự của Tổng thống Ý Carlo Azeglio Ciampi, một công dân và người ủng hộ đội bóng của Livorno trong thời thơ ấu của ông. Có những điều kì diệu trong mùa giải, với màn trình diễn tốt hơn mong đợi, và Livorno bất ngờ xếp thứ chín trong các giải đấu Serie A 2004-05, cũng nhờ bàn thắng của tiền đạo Cristiano Lucarelli, người đoạt Giải thưởng Vua phá lưới Serie A mùa đó, vượt qua cả những người như của Andriy Shevchenko và Adriano.
Serie A 2005-06, bóng đá đã chứng kiến Livorno ở vị trí thứ sáu sau nửa đầu mùa giải của đội, được tham gia vòng loại cho UEFA Cup tiếp theo. Tuy nhiên, ngay sau khi Roberto Donadoni tuyên bố từ chức sau khi bị chủ tịch câu lạc bộ Aldo Spinelli chỉ trích. Donadoni được thay thế bởi huấn luyện viên kỳ cựu Carlo Mazzone, người chỉ có thể cứu một vị trí UEFA Cup do trục xuất ba đội khỏi châu Âu trong vụ bê bối sửa chữa trận đấu Serie A năm 2006. Mazzone sau đó chứng kiến đội của mình phải chịu 7 trận thua liên tiếp. Vào tháng 5 năm 2006, Daniele Arrigoni được bổ nhiệm làm huấn luyện viên mới cho mùa giải tiếp theo.
Trong mùa giải Serie A 2006-07, Livorno lần đầu tiên tham dự UEFA Cup lần đầu tiên. Đội bóng Tuscan đã loại đội đến từ Áo SV Pasching ở vòng đầu tiên, đánh bại họ chung cuộc 3-0. Do đó, họ đủ điều kiện tham dự vòng bảng và được xếp vào bảng A, cùng với Rangers, Auxerre, FK Partizan và Maccabi Haifa. Sau trận thua trên sân nhà trước Rangers (2-3) và hai trận hòa 1-1 với Partizan ở Belgrade (nơi thủ môn Marco Amelia ghi bàn ở phút 87) và Maccabi (ở Livorno), đội bóng Tuscan đã giành chiến thắng 1-0 trong trận đấu cuối cùng được chơi ở Pháp, do đó giành được một vị trí trong Vòng 32. Tuy nhiên, đội bóng Tây Ban Nha Espanyol đã loại Livorno khỏi UEFA Cup bằng chiến thắng 4-1 chung cuộc.
Sau vòng 19 của Serie A Ý, Arrigoni đã bị chủ tịch Spinelli sa thải, nhưng vị trí của ông đã được giữ lại do sự phản đối mạnh mẽ của đội. Việc sa thải của ông, tuy nhiên, chỉ bị trì hoãn, vì Arrigoni cuối cùng đã bị sa thải vào ngày 21 tháng 3 năm 2007, và được thay thế bởi Fernando Orsi, người đã cố gắng giữ đội khỏi cuộc chiến trụ hạng. Đối với mùa giải 2007-08, Orsi được xác nhận là huấn luyện viên trưởng và một số bản hợp đồng đáng chú ý như Francesco Tavano, Diego Tristan và Vikash Dhorasoo đã được hoàn thiện, nhưng cũng chuyển nhượng Lucarelli cho câu lạc bộ Ukraine Shakhtar Donetsk. Câu lạc bộ, tuy nhiên, đã không khởi đầu tốt, chỉ kiếm được hai điểm trong bảy trận đấu đầu tiên, và Orsi đã bị sa thải vào ngày 9 tháng 10 và được thay thế bởi Giancarlo Camolese. Mặc dù cho thấy một số tín hiệu tích cực ngay từ đầu, Livorno đã đánh mất chính mình một lần nữa ở cuối bảng xếp hạng. Vào ngày 28 tháng 4 năm 2008, Camolese bị sa thải khi Orsi được bổ nhiệm lại, nhưng vào ngày áp chót của mùa giải, đội không thể tránh khỏi việc xuống hạng, do trận thua trên sân nhà 1-0 trước Torino. Họ đã hoàn thành ở vị trí cuối cùng trong bảng xếp hạng Serie A của mùa 2007-08. Do đó, bị xuống hạng ở Serie B. Họ kết thúc Serie B với tư cách là đội đứng thứ ba trong mùa giải 2008-09 và trở lại Serie A sau khi giành chiến thắng trong trận play-off sau khi đánh bại Grosseto với tổng tỷ số 4-3 và Brescia với 5-2 chung cuộc. Tuy nhiên, sự trở lại này chỉ tồn tại trong một thời gian ngắn và một mùa sau đó họ lại xuống hạng một lần nữa sau khi kết thúc. Livorno được thăng hạng một lần nữa sau khi họ đánh bại Empoli 2-1 chung cuộc để trở lại Serie A.
Năm 2014, Livorno xuống hạng trở lại Serie B. Câu lạc bộ cũng đã bán tiền đạo hàng đầu Paulinho với mức phí 8 triệu euro, để bù lỗ. Vào năm 2016, Livorno đã xuống hạng một lần nữa, đếnLega Pro, nhưng hai năm sau, đội đã quay trở lại Serie B.

## Cổ động viên

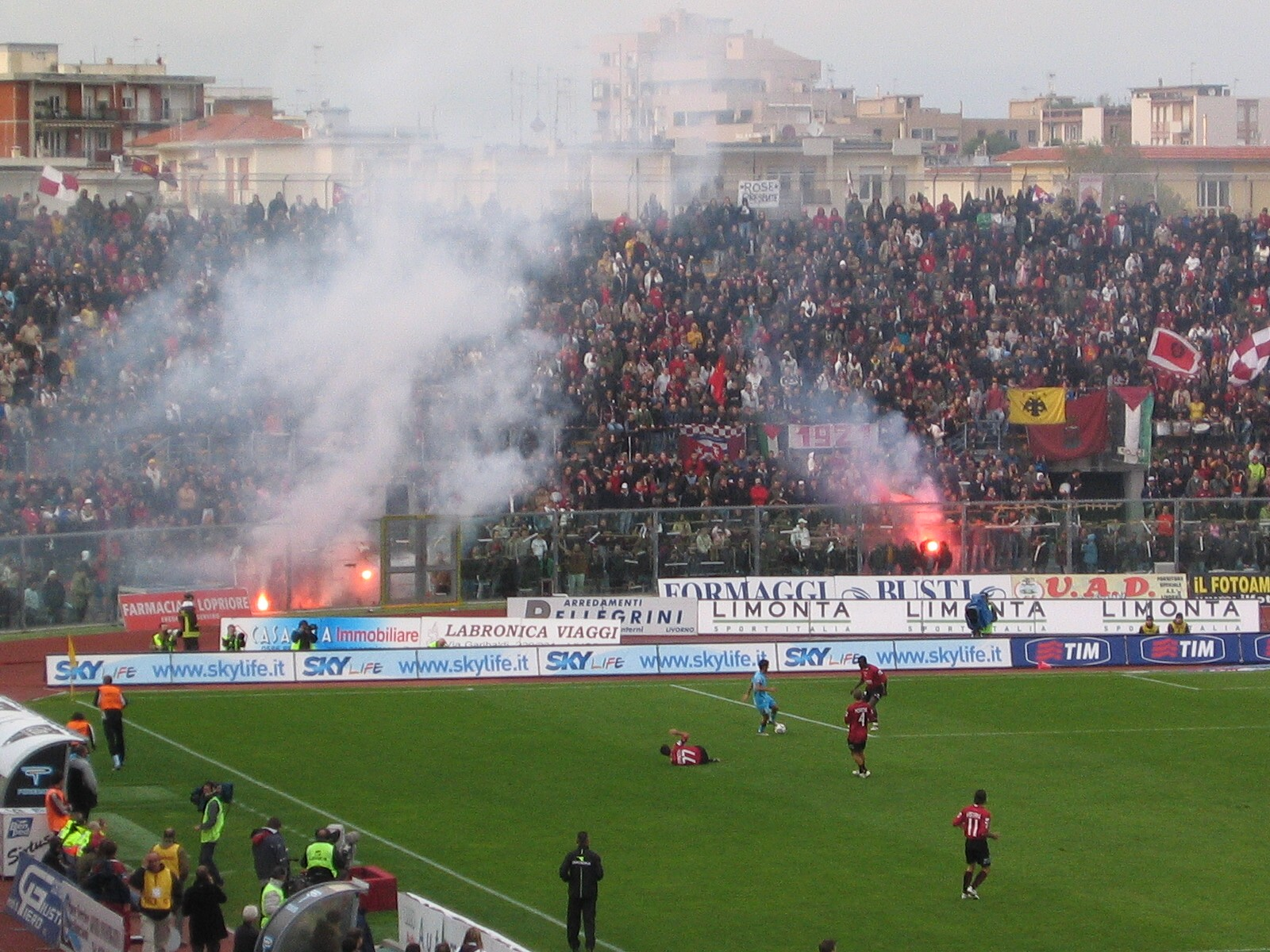
NHƯ những người ủng hộ Livorno trong trận đấu với Udinese

Những người ủng hộ của Livorno nổi tiếng với chính trị cánh tả của họ, những người thường xuyên châm ngòi cho những cuộc đụng độ dữ dội với các nhóm ủng hộ cánh hữu, đặc biệt là những người của Lazio, Inter Milan và Verona. Tiền đạo cánh phải khét tiếng của Lazio, Paolo Di Canio, đã từng gửi lời chào phát xít tới người hâm mộ của mình trong trận đấu với Livorno, khi căng thẳng đang tăng cao giữa hai nhóm cực đoan của hai câu lạc bộ.
Kể từ năm 2005, một nhóm những người ủng hộ Livorno di cư ở phía bắc châu Âu đã tự phong mình là Partigiani Livornesi Scandinavia (Livornian partisans of Scandinavia). Cái gọi là "tam giác anh em" đã được phát triển giữa các câu lạc bộ fan hâm mộ cánh tả được hỗ trợ nhiều nhất gồm Marseille, Livorno và AEK Athens, cụ thể là giữa Commando Ultras 84, Brigate Autonome Livornesi 99 và Original 21. Họ cũng có mối liên hệ với Adana Demirspor (imşekler), Celtic và Omonoia của Nicosia. Trận giao hữu của đội vào tháng 9 năm 2009 với Adana Demirspor đã tạo ra một cuộc biểu tình cánh tả ở thành phố Adana, Thổ Nhĩ Kỳ. 

## Cầu thủ

### Đội hình hiện tại
Tính đến 26 tháng 1 năm 2023
Ghi chú: Quốc kỳ chỉ đội tuyển quốc gia được xác định rõ trong điều lệ tư cách FIFA. Các cầu thủ có thể giữ hơn một quốc tịch ngoài FIFA.
| Số | VT | Quốc gia | Cầu thủ              |
| -- | -- | -------- | -------------------- |
| 1  | TM | Ý        | Gabriele Fogli       |
| 2  | HV | Ý        | Cesare Ivani         |
| 3  | HV | Ý        | Andrea Fancelli      |
| 4  | TV | Ý        | Federico Apolloni    |
| 5  | HV | Ý        | Elia Gampà           |
| 6  | HV | Ý        | Matteo Bontempi      |
| 8  | TV | Ý        | Andrea Luci          |
| 12 | TM | Ý        | Giorgio Bettarini    |
| 14 | TV | Ý        | Gian Marco Neri      |
| 16 | TV | Ý        | Mattia Lucarelli     |
| 17 | TV | Ý        | Jacopo Giuliani      |
| 18 | TĐ | Ý        | Matteo Frati         |
| 19 | HV | Ý        | Alessandro Zanolla   |
| 20 | TĐ | Pháp     | Faissal El Bakhtaoui |

| Số | VT | Quốc gia | Cầu thủ                                     |
| -- | -- | -------- | ------------------------------------------- |
| 21 | TĐ | Ý        | Francesco Neri                              |
| 23 | TV | Ý        | Cristian Belli                              |
| 24 | TV | Ý        | Lorenzo Pecchia                             |
| 26 | TV | Ý        | Simone Greselin                             |
| 27 | TV | Ý        | Gabriele Mazzucca                           |
| 29 | HV | Ý        | Michele Russo                               |
| 33 | HV | Ý        | Francesco Karkalis                          |
| 68 | TV | Ý        | Michele Bruzzo                              |
| 89 | HV | Ý        | Maikol Benassi                              |
| 92 | TĐ | Ý        | Giacomo Lucatti                             |
| 97 | TM | Ý        | Fabrizio Bagheria (cho mượn từ Inter Milan) |
| 98 | TĐ | Ý        | Simone Lo Faso                              |
| —  | TĐ | Ý        | Stefano Longo (cho mượn từ Lecco)           |

## Danh hiệu
- Serie A
  - Á quân (2): 1919-20, 1942-43
- Serie B
  - Vô địch (2): 1932-33, 1936-37
  - Á quân (1): 1939-40
  - Thăng hạng (3): 2003-2004, 2008-09, 2012-13
- Serie C / Serie C1 / Lega Pro
  - Vô địch (1): 1963-64, 2001-22
  - Thăng hạng (3): 1954-55, 1959-60, 1963-64, 2001-02
- Serie C2 / Lega Pro Seconda Divisione
  - Vô địch (1): 1983-84
  - Á quân (1): 1995-96, 1996-97
  - Thăng hạng (2): 1983-84, 1996-97
- Coppa Italia Serie C / Coppa Italia Lega Pro
  - Vô địch (1): 1986-87
  - Á quân (1): 2001/02